# Diamang
Die Diamang (Companhia de Diamantes de Angola) war bis 1986 ein Unternehmen, das sich mit dem Diamantenabbau in Angola beschäftigte. Gründer und Präsident der Firma war der Portugiese Comandante Ernesto Vilhena.
Die Geschichte der Diamantproduktion in Angola begann am 16. Oktober 1917 mit der Entstehung der Diamang, einem Unternehmen das mit gemischtem Kapital von Finanzgruppen in Portugal, Belgien, USA, England und Südafrika gegründet worden war. Diamang wurde seit Beginn von der südafrikanischen De-Beers-Gruppe beherrscht.
Diamang war 1961 und 1962 an der Finanzierung von Kasernenbauten und Militärstationen beteiligt und stellte auch 1962 eine Summe von 88,6 Millionen portugiesischen Escudos für den beginnenden Kolonialkrieg zur Verfügung.
Die ersten Diamantfunde wurden schon sehr früh um 1590 gemacht, die dann 1909 durch den Geologen  Narcise Janot bestätigt wurden. Die ersten Edelsteine wurden in einem Fluss in der Provinz Lunda Norte gefunden. Damals war Angola noch Teil Portugals und galt als Überseeprovinz. Im Jahr 1981, sechs Jahre nach der Unabhängigkeit von 1975, hatten die angolanischen Behörden die volle Kontrolle über die Diamantenförderung im Land gewonnen und durch die Gründung der Endiama eine eigene Diamantfirma etabliert, die seit 1986 die Diamang als Unternehmen ersetzt hatte.